# 닛산 스타디움 (요코하마시)
닛산 스타디움(일본어: 日産スタジアム 요코하마 고쿠사이 소고쿄기조[*])은 일본 가나가와현 요코하마시 고호쿠구 신요코하마 공원에 있는 종합 경기 시설이다. 1998년에 건설되었고, 모두 72,327명을 수용할 수 있다.
2001년 FIFA 컨페더레이션스컵과 2002년 FIFA 월드컵의 결승전이 열렸으며, 2001년부터 2004년까지 인터콘티넨털컵(도요타컵)과 그 후의 FIFA 클럽 월드컵 결승전이 이곳에서 열리고 있다. 현재는 주로 J리그 요코하마 F. 마리노스의 홈구장으로 사용되고 있다.
2004년 10월 7일 닛산 자동차가 5년간 약 23억 5,000만 엔에 명명권을 취득해, 2005년 3월 1일부터 닛산 스타디움(日産スタジアム)이라는 명칭을 사용하고 있다. 일본 최대의 육상 경기장이며, 일본 육상연맹 공인 1종 경기장이며 · 국제 육상 경기 연맹 (IAAF) 클래스 2 공인의 육상 경기장이 되고 있다.
콘서트 목적으로도 사용 가능하지만, 기존 자리에 임시 자리를 더한 수용 인원은 일본 최대 약 7만 5천명에 달하기 때문에 아티스트는 매우 높은 관객 동원력이 요구된다. B'z, 야자와 에이키치, 사잔 올 스타즈, SMAP, Mr.Children, GLAY, 유즈, 동방신기, AKB48, SEKAI NO OWARI, X JAPAN 등이 공연했다.
도쿄 올림픽 때 축구 경기를 개최했다.

## 특징
관중석 72,327석의 4분의 3을 스테인리스 금속판 지붕으로 덮었는데, 이는 FIFA(국제축구연맹)의 기준에 따른 조치로, 관객을 비바람으로부터 지켜줄 뿐 아니라 소리와 조명의 효과를 높여주기도 한다.
일본에서 최초로 2층식 구조로 설계되어 2층 관중석을 돌출시켰으며, 육상 트랙과 관중석 높이도 75cm가량 낮추어 선수와 관중 사이의 거리감을 좁힘으로써 스탠드 최상단에서 운동장까지의 거리가 60m에 지나지 않는다. 영상 스크린(9m×19m), 공기구동식 자동 이동 카메라(100m당 7초의 고속장치), 폐기물 이용 발전시설(1시간당 1,100kW)을 설치하고, 스포츠의학센터를 병설하였다. 관객들의 출입은 컴퓨터로 자동 통제되며, 주차장은 8,700대(근린 주차장 포함) 규모이다.

## 갤러리

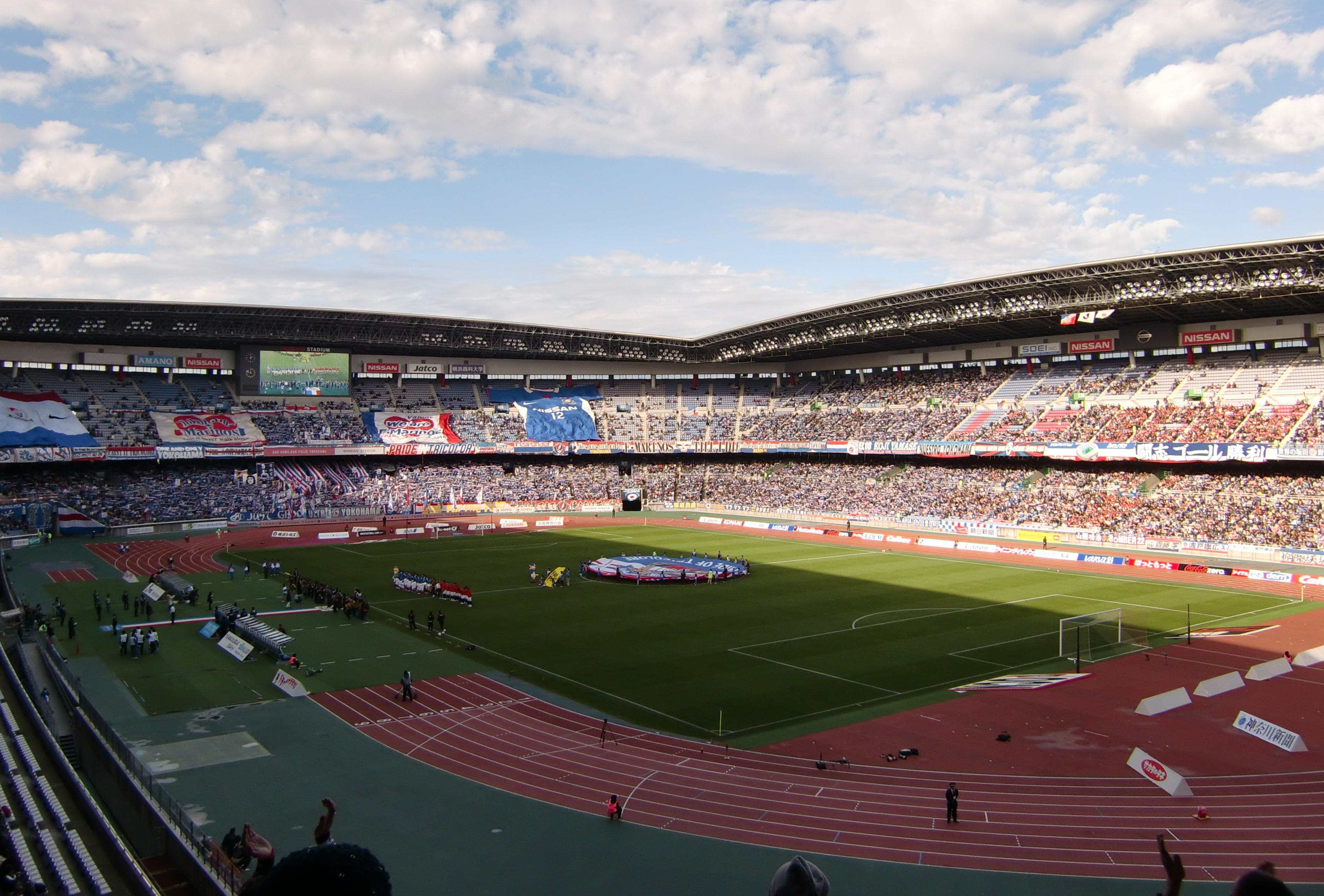
경기장 내부
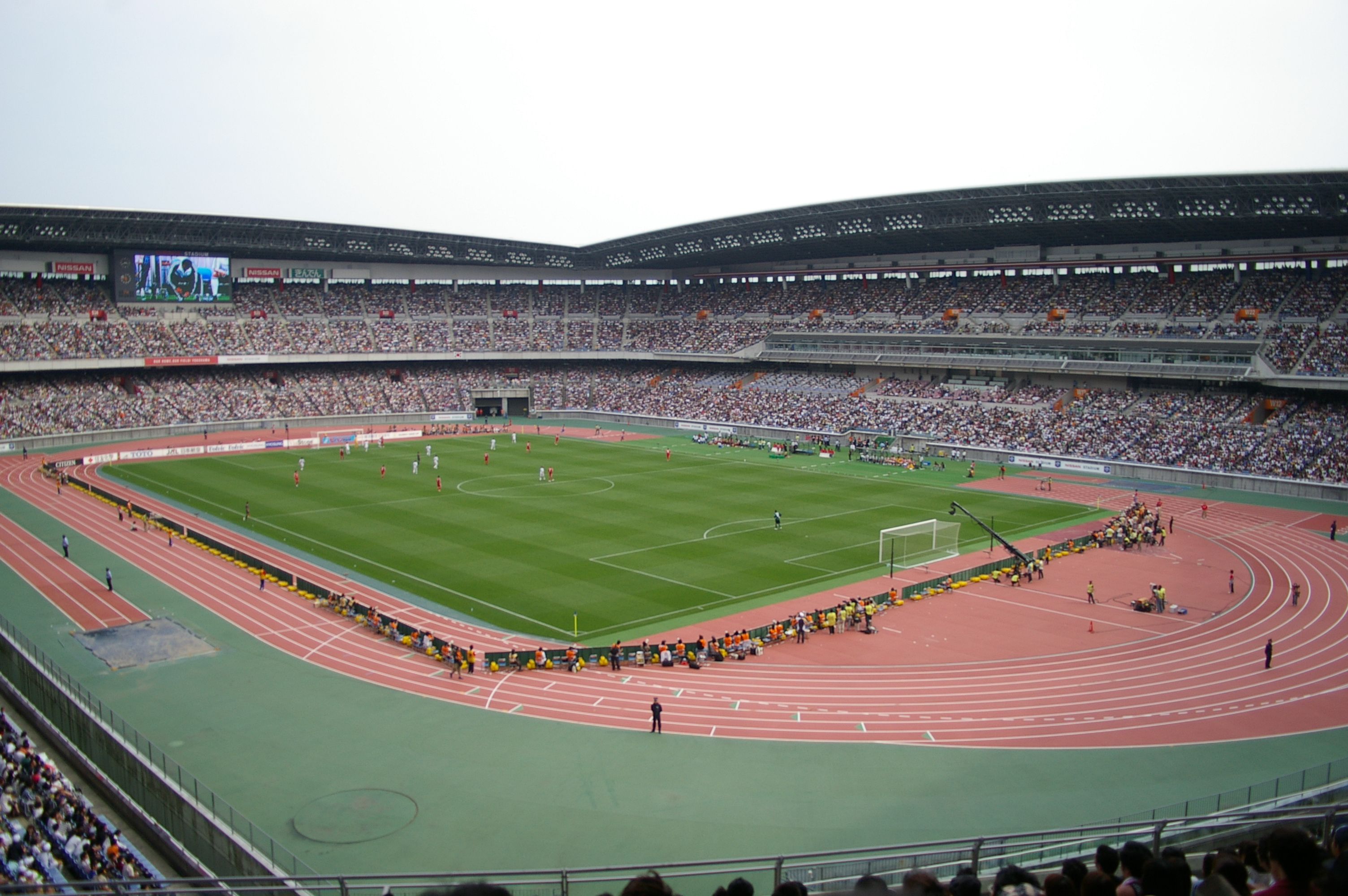
경기장 필드
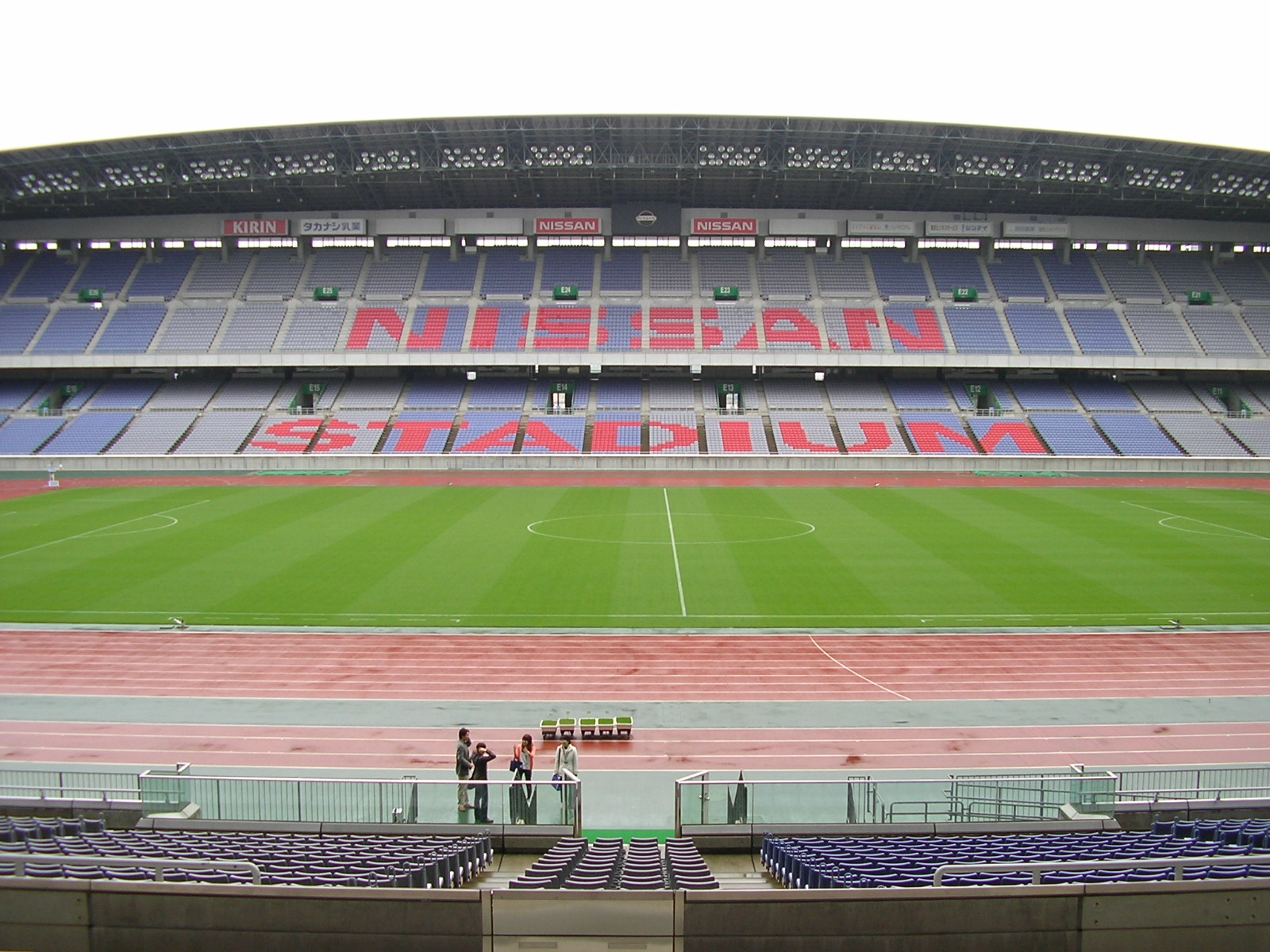
경기장 스텐드
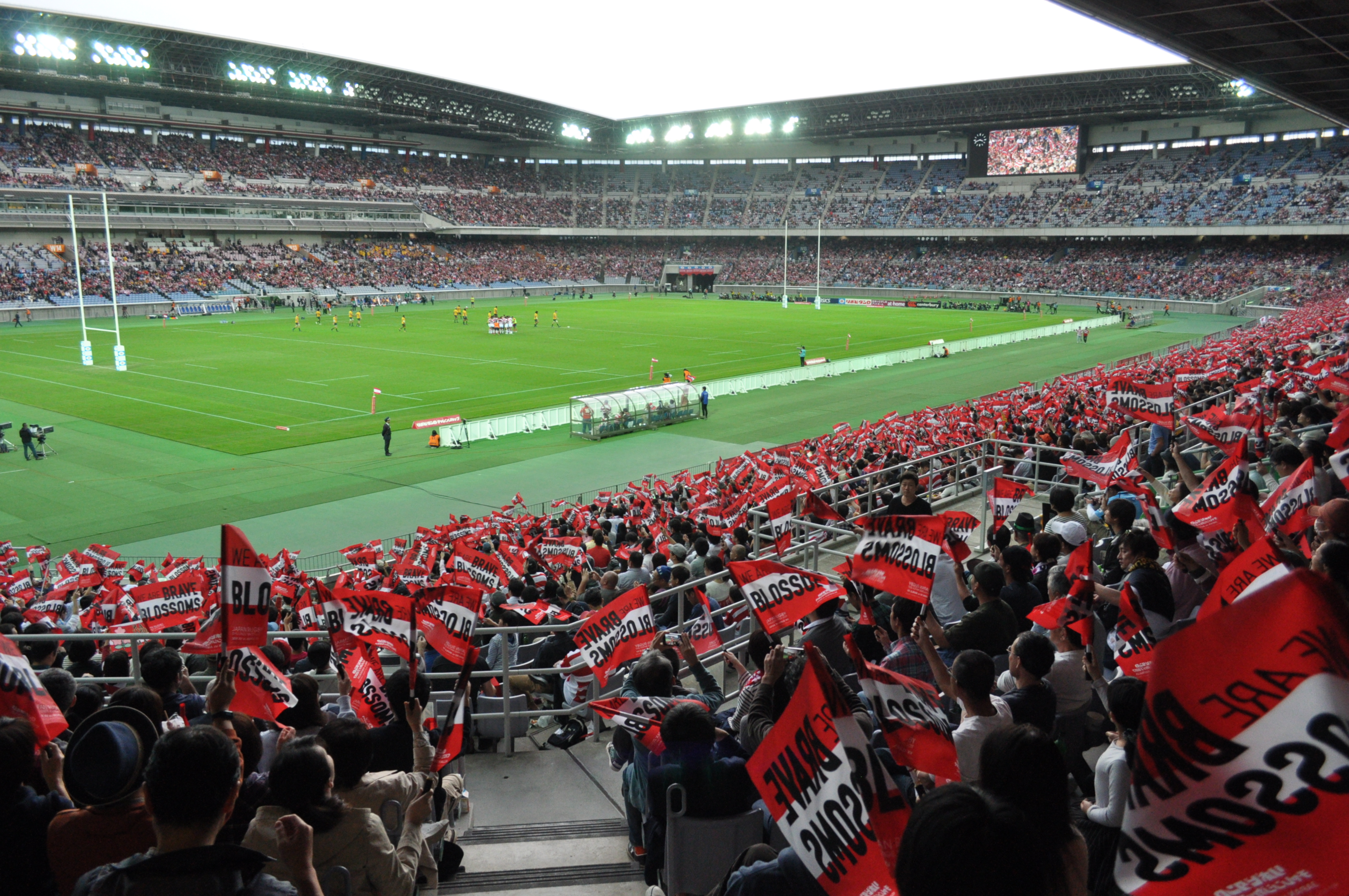
럭비 경기가 열리는 경기장
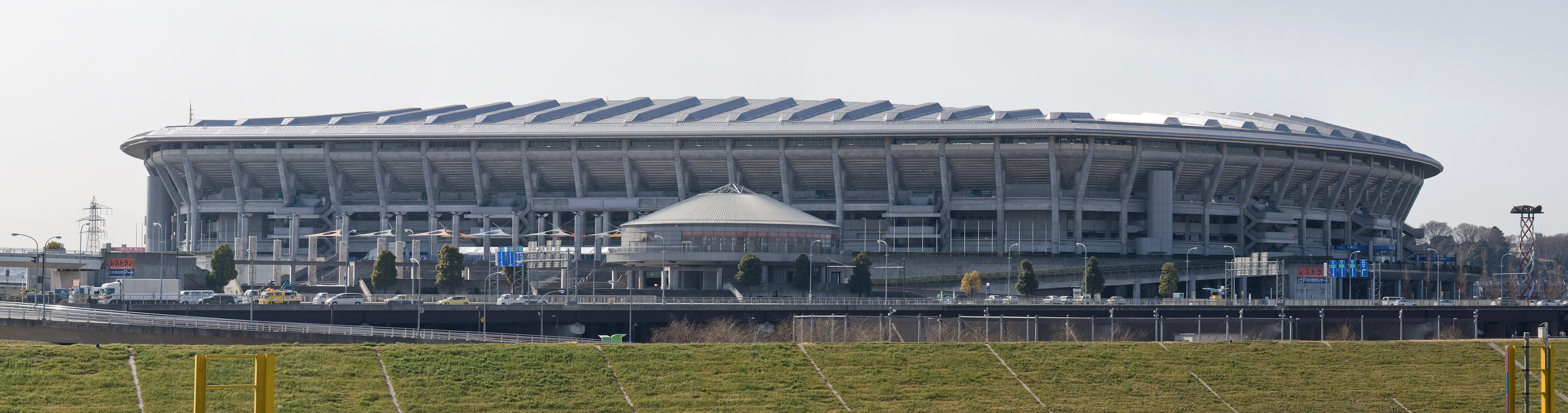
경기장 외관
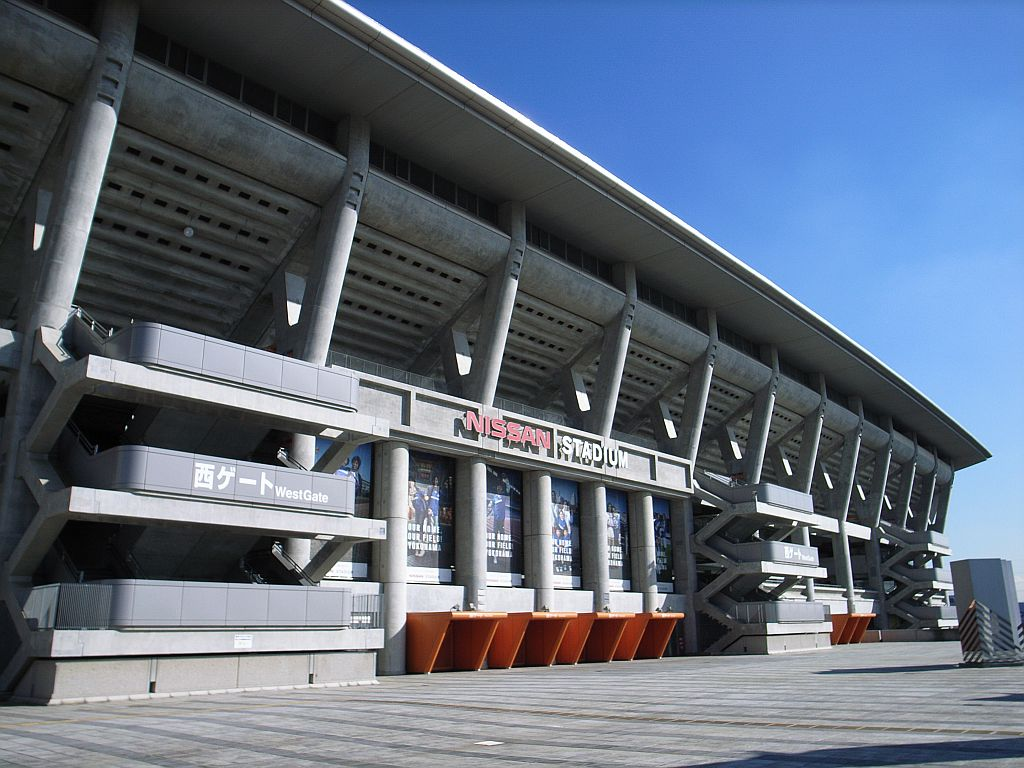
경기장 외관 2
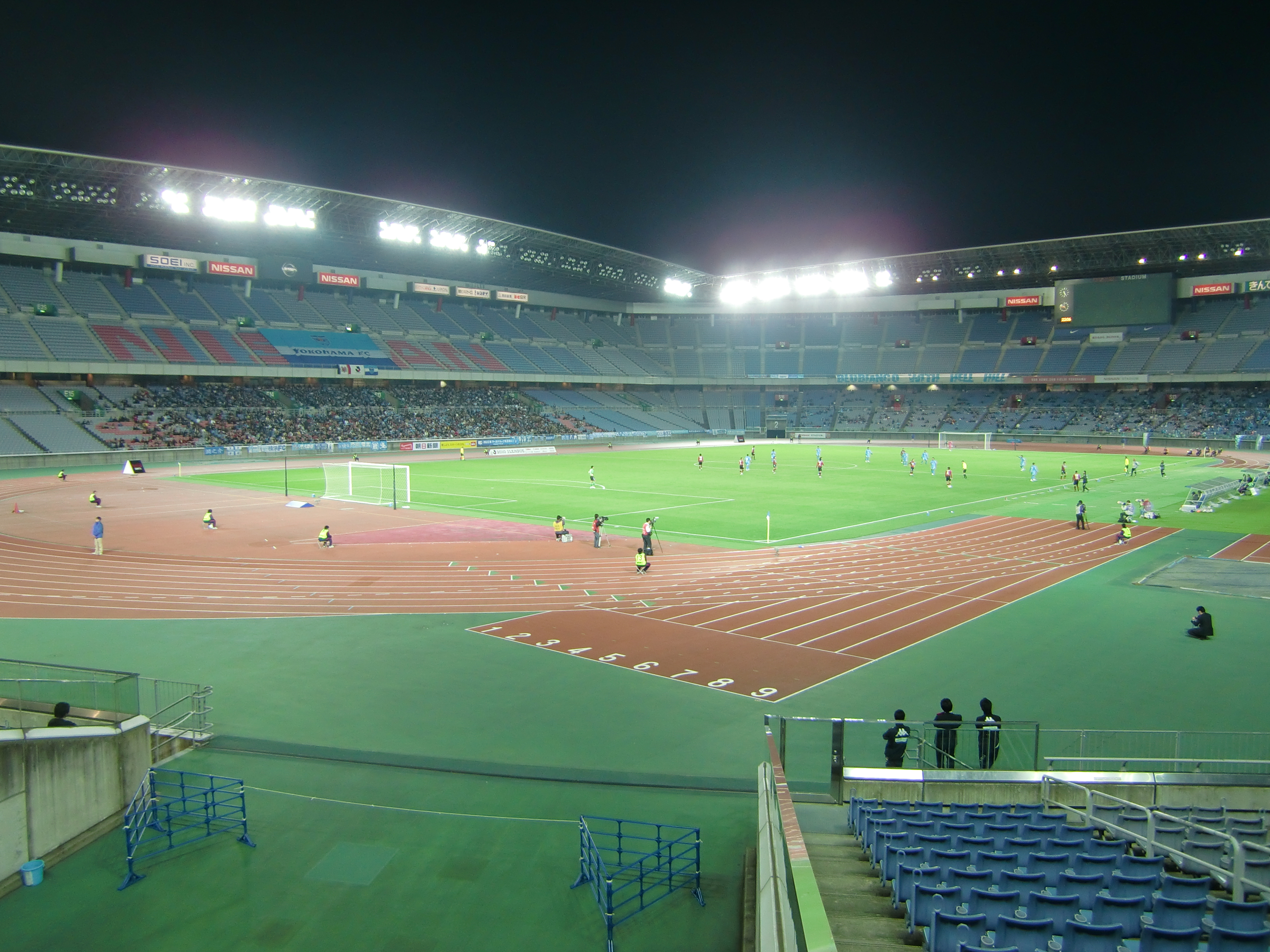
경기장 내부 2

## 기록

### 한일대학 대항전
| 날짜           | 팀 1 | 스코어 | 팀 2     | 라운드 |
| -------------- | ---- | ------ | -------- | ------ |
| 2000년 4월 9일 | 일본 | 4 - 1  | 대한민국 |        |
| 2001년 4월 8일 | 일본 | 2 - 0  | 대한민국 |        |

### 2001 FIFA 컨페더레이션스컵
| 날짜            | 팀 1 | 스코어 | 팀 2           | 라운드   |
| --------------- | ---- | ------ | -------------- | -------- |
| 2001년 6월 7일  | 일본 | 1 - 0  | 오스트레일리아 | 준결승전 |
| 2001년 6월 10일 | 일본 | 0 - 1  | 프랑스         | 결승전   |

### 2002년 FIFA 월드컵
| 날짜            | 팀 1           | 스코어 | 팀 2       | 라운드    | 관중   |
| --------------- | -------------- | ------ | ---------- | --------- | ------ |
| 2002년 6월 9일  | 일본           | 1 - 0  | 러시아     | H조 2차전 | 66,108 |
| 2002년 6월 11일 | 사우디아라비아 | 0 - 3  | 아일랜드   | E조 3차전 | 65,320 |
| 2002년 6월 13일 | 에콰도르       | 1 - 0  | 크로아티아 | G조 3차전 | 65,862 |
| 2002년 6월 30일 | 독일           | 0 - 2  | 브라질     | 결승전    | 69,029 |

### 2020년 하계 올림픽 축구 남자
| 날짜            | 팀 1           | 스코어 | 팀 2           | 라운드 |
| --------------- | -------------- | ------ | -------------- | ------ |
| 2021년 7월 22일 | 코트디부아르   | 2 - 1  | 사우디아라비아 | D조    |
| 2021년 7월 22일 | 브라질         | 4 - 2  | 독일           | D조    |
| 2021년 7월 25일 | 브라질         | 0 - 0  | 코트디부아르   | D조    |
| 2021년 7월 25일 | 사우디아라비아 | 2 - 3  | 독일           | D조    |
| 2021년 7월 28일 | 프랑스         | 0 - 4  | 일본           | A조    |
| 2021년 7월 28일 | 대한민국       | 6 - 0  | 온두라스       | B조    |
| 2021년 7월 31일 | 대한민국       | 3 - 6  | 멕시코         | 준결승 |
| 2021년 8월 7일  | 브라질         | 2 - 1  | 스페인         | 결승   |